# مايلز بوني
مايلز بوني (بالإنجليزية: Miles Bonny)‏ هو ملحن ومنتج أسطوانات ودي جيه ومغن مؤلف أمريكي، ولد في 7 نوفمبر 1980 في نيويورك في الولايات المتحدة.

## وصلات خارجية
- الموقع الرسمي
- مايلز بوني على موقع ميوزك برينز (الإنجليزية)
- مايلز بوني على موقع ديسكوغز (الإنجليزية)